# Georges Beuchat
Georges Beuchat (1910 en Suiza - 1992 en Marsella) fue un inventor francés, buceador, empresario y pionero emblemático y fundador de la empresa Beuchat.
A lo largo de su vida Georges Beuchat no cesó de concebir nuevos productos que han marcado la historia del buceo y de la pesca submarina, como la primera boya de superficie, la primera caja estanca de fotografía en 1950, el traje isotérmico en 1953 y las Jetfins, las primeras aletas con toberas, en 1964.

## Inventos
- 1947 : Arbalete Tarzan
- 1948 : Boya de superficie
- 1950 : Caja estanca para cámaras Tarzan
- 1950 : Funda para la pantorrilla Tarzan
- 1953 : Primer traje isotérmico de inmersión
- 1958 : Compensador (máscara con el cristal inclinado hacia arriba)
- 1960 : Aletas con nervios Espadon
- 1963 : Traje Tarzan
- 1964 : Aletas Jetfins, con más de 100.000 pares vendidos en los primeros años
- 1964 : Regulador Suplair
- 1975 : Arbalete Marlin
- 1978 : Regulador Atmos

## Premios
- Georges Beuchat recibió en 1961 el Premio a la Exportación